# Callonychium minutum
Callonychium minutum is een vliesvleugelig insect uit de familie Andrenidae. De wetenschappelijke naam van de soort is voor het eerst geldig gepubliceerd in 1906 door Friese.